# Economía Digital (periódico online)
Economía Digital es uno de los mayores periódicos digitales en España especializados en información económica, empresarial y política, según datos de GfK DAM. Tiene sus redacciones principales en Madrid, Barcelona y La Coruña, además de delegaciones en la Comunidad Valenciana y Andalucía. En 2023 celebra su 15 aniversario. Es uno de los operadores más veteranos de la comunicación digital española. 

## Historia
El periódico online Economía Digital se fundó en Barcelona el 15 de noviembre de 2008 por Juan García (siendo su actual accionista de referencia) y Francesc Moreno (que vendió su participación en 2010).  
GfK DAM otorga en la actualidad al proyecto una audiencia media de cinco millones de usuarios únicos por mes. Este resultado promedio lo sitúa sólo por detrás en su categoría de El Economista, superando a cabeceras históricas del papel como Expansión y Cinco Días.  
La oferta original ha sumado canales con el paso de los años. La primera ampliación se produjo en 2011 y se dirigió hacia el ámbito turístico (Cerodosbé, rebrandeado a Tendenciashoy) y deportivo (Diario Gol). También se fundó una edición específica de Economía Digital para Galicia. 
En 2016 llegaron Economía Digital Ideas y las incursiones en papel con ED Libros y mEDium, centrado en artículos de análisis y debates de alcance. Esta publicación, mEDium, pasó de periodicidad anual a cuatrimestral en 2019. Ahora se publica cada dos meses. 
Vocento y Economía Digital alcanzaron un acuerdo en diciembre de 2018 para la venta del histórico portal finanzas.com. Fue la primera gran operación de concentración de medios digitales en España. 
La venta incluía la revista Inversión, que Economía Digital relanzó en mayo de 2019. Este semanario también permitió el grupo introducirse en la producción de foros informativos, donde apenas había tenido iniciativas relevantes. 
Tras la pandemia de COVID-19, Economía Digital activó su edición para la Comunidad Valenciana y Andalucía. Además, propagó a su filial finanzas.com la misma estrategia de crecimiento temático con Social Investor, el primer periódico digital de España especializado en ESG.  

## Alianza con Atresmedia Digital
Economía Digital y Atresmedia Digital firmaron una alianza estratégica en noviembre de 2016 para la distribución conjunta de contenidos, explorar y detectar nuevos nichos de mercado y desarrollar economías de escala. El pacto respeta la independencia editorial, comercial y de gestión de ambas empresas. Ambas empresas continúan colaborando en los ámbitos de la construcción y medición de audiencias.

## Alianza con Business Insider
En abril de 2018, Economía Digital amplió sus alianzas periodísticas tras firmar un acuerdo de colaboración editorial con Business Insider.Ambas compañías optaron en 2021 por no renovar sus acuerdos previos.

## Accionistas
El accionariado de Economía Digital está compuesto por el periodista Juan García (accionista mayoritario) y un grupo de inversores minoritarios. Entre los accionistas que formaron parte del capital destacan Francesc Moreno (2008-2010), Xavier Salvador (2010-2015) y Emilio Rey (2018-2022).

## Directores
- Juan García, editor (noviembre de 2008-actualidad)
- Ismael García Villarejo, director de publicaciones (mayo de 2015-actualidad)
- Bernat García Girona, director (2021-actualidad)
- Xavier Alegret, director adjunto (2021-actualidad)
- Marcos Pardeiro, director (enero de 2018-enero de 2021)
- Manel Manchón, director (mayo de 2015-noviembre de 2017)
- Xavier Salvador, director (junio de 2010-mayo de 2015)
- Juan García, director (noviembre de 2008-junio de 2010)
- Xavier Alegret, jefe de redacción (diciembre de 2017-enero de 2021)
- Ismael García Villarejo, jefe de redacción (mayo de 2012-mayo de 2015)

## Columnistas
- Miquel Porta Perales
- César Alcalá
- Fèlix Riera
- Carlos Lareau
- Xavier Bru de Sala
- Anna Gener
- Tonia Etxarri
- Josep López de Lerma